# When All the Heroes Are Dead
When All the Heroes Are Dead är det italienska progressiva power metal-bandet Vision Divines åttonde studioalbum, utgivet i oktober 2019 på Scarlet Records och i Japan på Seven Seas. Skivan föregicks av singlarna "Angel of Revenge" och "3 Men Walk on the Moon".
Albumet är det första och enda med trummisen Mike Terrana (Masterplan, Axel Rudi Pell, Rage, Yngwie Malmsteen), samt det första med vokalisten Ivan Giannini.
En musikvideo till "The 26th Machine" spelades in, liksom en textdito till "3 Men Walk on the Moon".

## Låtlista
1. "Insurgent" (Intro) (instrumental)  – 1:57
2. "The 26th Machine" – 4:37
3. "3 Men Walk on the Moon" – 5:10
4. "Fall from Grace" – 4:56
5. "Were I God" – 4:24
6. "Now That All the Heroes Are Dead" – 4:52
7. "While the Sun Is Turning Black" – 4:57
8. "The King of the Sky" – 4:39
9. "On the Ides of March" – 5:01
10. "300" – 5:04
11. "The Nihil Propaganda" – 3:48
12. "Angel of Revenge" – 6:02

Bonusspår på japanska utgåvan
1. "Rusty Nail" (X Japan-cover) – 5:21

## Medverkande
Musiker
- Ivan Giannini – sång
- Olaf Thörsen – gitarr
- Federico Puleri – gitarr
- Andrea "Tower" Torricini – basgitarr
- Alessio Lucatti – keyboard
- Mike Terrana – trummor

Bidragande musiker
- Alex Lucchesi – berättarröst

Produktion
- Olaf Thörsen – producent
- Alessio Lucatti – producent
- Simone Mularoni – inspelningstekniker, mixning, mastering
- Catherine Wedel – låttexter
- Federico Mondelli – albumkonst
- Matteo Drake Dall'Ara – foto
- Luna La Chimia – foto
- Martin Fabani – foto
- Alied Fotografie – foto
- Tommaso Barletta – foto
- Laura Rossi – foto